# Марпионе (Кампобасо)
Марпионе је насеље у Италији у округу Кампобасо, региону Молизе.
Према процени из 2011. у насељу је живело 40 становника. Насеље се налази на надморској висини од 682 м.